# 아사돌라 알람
아사돌라 알람(1919년 4월 1일~1978년 4월 14일)은 이란의 정치가이다.
1919년 비르잔드에서 태어났다. 그의 처남은 샤의 누이인 아슈라프 팔라비와 결혼했다. 26세에 시스탄오발루체스탄 주지사가 되었고, 29세에 모하마드 사에드 내각의 농무장관이 되었다. 알람은 부친으로부터 막대한 토지를 상속받아 비르잔드 지방의 대지주가 되었다.
그는 소작농들에게 그의 재산을 나누어준 이란 최초의 대지주였으며, 그의 하인들도 알람의 가족들과 같은 식사를 했다. 한번은 그를 암살하려던 자가 그의 문 앞에서 붙잡혔는데, 알람은 그에게 40달러를 준 뒤 그를 때리고 바지를 벗긴 후에 길거리로 내쫓았다.
팔라비 재단 총재를 거쳐 43세에 이란 제국 총리가 되었으며 반부패 운동을 활발히 벌였다. 1963년 6월, 샤와 알람의 개혁에 반대하는 시위가 루홀라 호메이니의 주도 아래 쿰과 여러 도시들에서 일어났다. 이 사건은 유혈진압으로 마무리되었으며 호메이니 등 주동자들은 체포되었다.
총리직 사임 후 팔라비 대학교 총장을 거쳐, 1967년부터 10년간 궁내부장관을 지냈다. 그는 1960년대 말부터 암으로 투병해왔고 병세가 악화되자 1977년 궁내부장관직을 사임, 치료차 미국 뉴욕으로 건너갔으며 그 곳에서 사망했다.